# Epos
Epos (gr. ἔπος épos, egtl. "det talte (ord)") er en litterær genre, der beskæftiger sig med heltebedrifter og store fortællinger.
I den græske og romerske litteratur blev epos skrevet på heksametre. I middelalderen har derimod aleksandrinere og blankvers været populære.
Det tidligste kendte epos er det mellemøstlige Gilgamesh-epos fra det 3. årtusinde f.Kr.
I den europæiske tradition er de første eposser, som alle senere forholder sig til, Iliaden og Odysseen, der er overleveret under Homers navn. De er opstået i det 8. århundrede f.Kr. Nogle forskere mener, at de blev skrevet ned allerede da, mens andre forskere mener, at de blev overleveret mundtligt i århundreder, inden de fik den form, som vi kender dem under.
Omtrent samtidig med Homer er Hesiods korte eposser Theogonien og Værker og dage, der begge viser tydelig affinitet til det mellemøstlige epos. I den arkaiske græske tid var der desuden en række andre eposser, der beskæftigede sig med det mytologiske stof, men som ikke er overleveret direkte; de sammenfattes (siden Aristoteles) under navnet Kyklos ("hjul") eller Kyklisk digtning.
I hellenistisk tid er den vigtigste repræsentant for genren Apollonios Rhodios, der skrev eposset Argonautika. I den romerske litteratur er de vigtigste eposser Virgils Æneide og Ovids Metamorfoser.
Af middelalderlige eposser kan nævnes det franske Rolandskvad, det byzantinske Digenis Akritas, det angelsaksiske Beowulf-epos og det tyske Nibelungenlied. De islandske sagaer er derimod ikke på vers, men i prosa.